# 卢万河畔苏普
卢万河畔苏普（法語：Souppes-sur-Loing，法語發音：[sup syʁ lwɛ̃] ⓘ）是法国塞纳-马恩省的一个市镇，位于该省南部，属于枫丹白露区。

## 地理
卢万河畔苏普（48°10'59"N, 2°44'7"E）面积27.63 平方千米，位于法国法蘭西島大區塞纳-马恩省，该省份为法国北部内陆省份，北起瓦兹省，西接埃松省、马恩河谷省、塞纳-圣但尼省和瓦兹河谷省，南至卢瓦雷省，东南接约讷省，东临马恩省和奥布省，东北接埃纳省。
与卢万河畔苏普接壤的市镇（或旧市镇、城区）包括：多尔迪沃、卢万河畔巴尼欧、布格利尼、尚特罗、朗东堡、卢万河畔拉马德莱娜、波利尼。

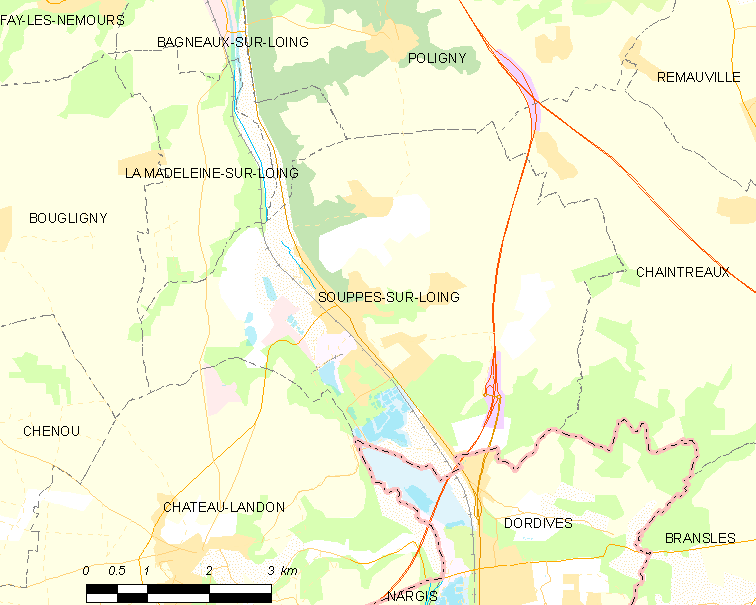
卢万河畔苏普的OSM定位图

卢万河畔苏普的时区为UTC+01:00、UTC+02:00（夏令时）。

## 行政
卢万河畔苏普的邮政编码为77460，INSEE市镇编码为77458。

## 政治
卢万河畔苏普所属的省级选区为讷穆尔县。

## 人口

1962-2008年间卢万河畔苏普人口变化图示

卢万河畔苏普于2022年1月1日时的人口数量为4974人。